# Sevettijärvi ortodoxa kyrka
Sevettijärvi ortodoxa kyrka, (finska: Sevettijärven ortodoksinen kirkko) också kallad Trifon den heliges kyrka, (Pyhittäjä Trifon Petsamolaisen kirkko) är en finsk-ortodox träkyrkobyggnad belägen i orten Sevettijärvi, i Enare kommun i landskapet Lappland, i norra Finland.  
Kyrkan är helgad åt det ryska helgonet Trifon av Petsamo.  

## Historik
Sevettijärvi ortodoxa kyrka byggdes för Sevettijärvis efter andra världskriget inflyttade skolter i Lapplands ortodoxa församling inom Ortodoxa kyrkan i Finland och invigdes som kapell 1951. Efter en renovering 1992 invigdes kapellet som kyrka. 
Kyrkan är ritad av Alfred Gottleben.

## Bilder

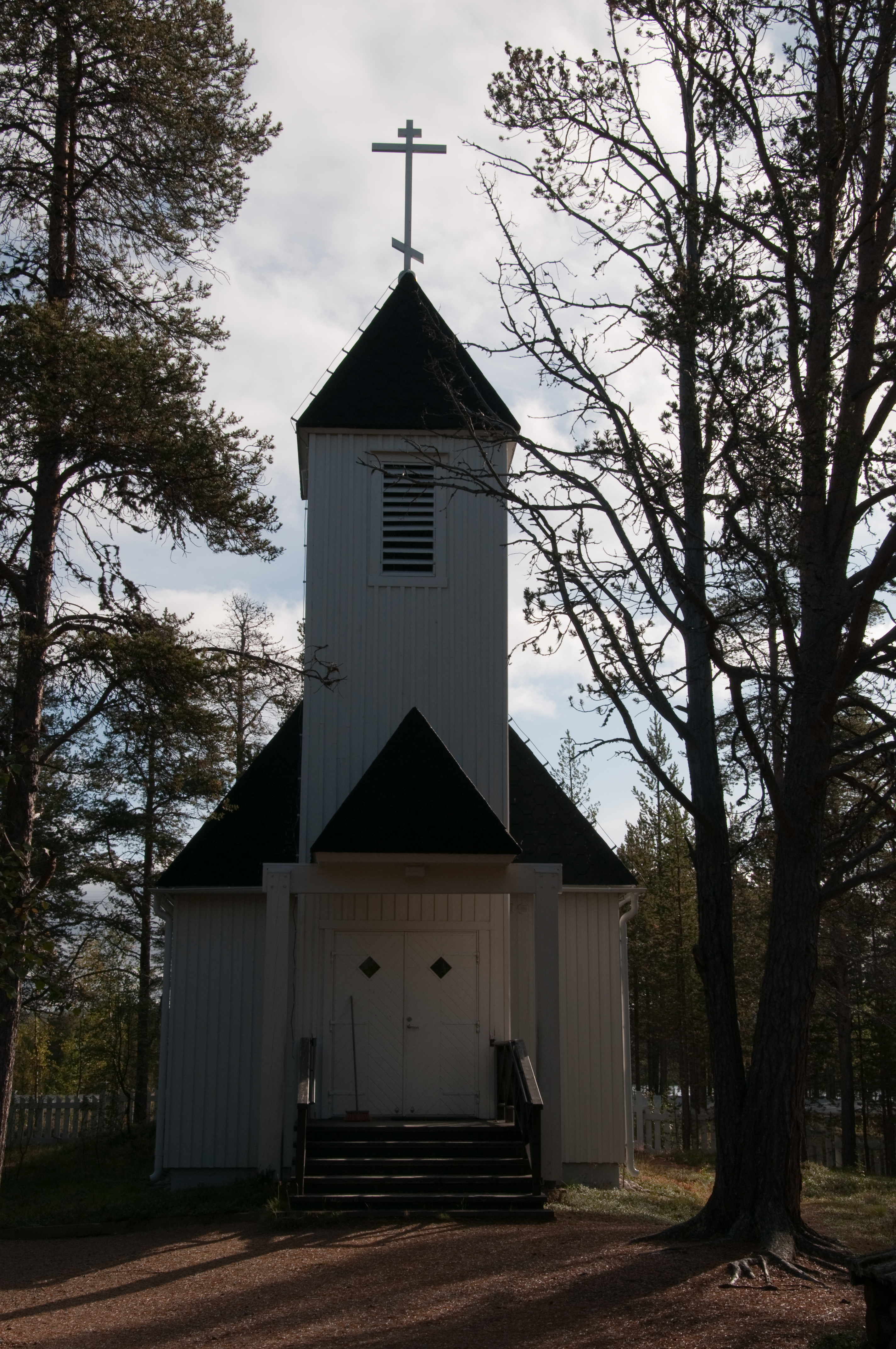
Framsidan